# Septembre 2021
Septembre 2021 est le neuvième mois de l'année 2021.

## Événements
- 14 août au 5 septembre : Tour d'Espagne 2021.
- 30 août au  12 septembre : US Open de tennis 2021.
- 1er au 11 septembre : 78e édition de la Mostra de venise.
- 1er au 19 septembre : Championnat d'Europe masculin de volley-ball 2021.
- 5 septembre :
  - coup d'État militaire en Guinée ;
  - élection présidentielle à  Sao Tomé-et-Principe (2e tour).
- 7 au 12 septembre : 1re édition du Salon de l'automobile de Munich.
- 8 septembre : élections législatives et élections régionales au Maroc, les islamistes du PJD au pouvoir au Maroc perdent les élections législatives au profit des partis monarchistes.
- 10 septembre : au Liban, le gouvernement Najib Mikati entre en fonction.
- 12 septembre aux 3 octobre : Coupe du monde de futsal de 2021.
- 13 septembre : élections législatives en Norvège, le Parti travailliste mené par Jonas Gahr Støre arrive en tête des législatives remportées par les partis de gauche et centre gauche.
- 16 septembre : élections législatives aux Bahamas.
- 17 septembre : la France rappelle ses ambassadeurs en Australie et aux États-Unis après l'annulation du contrat de sous-marins pour la marine australienne.

- 19 septembre :
  - élections législatives en Russie ;
  - éruption volcanique de La Palma aux Canaries.
- 20 septembre :
  - élections fédérales au Canada,  le Parti libéral du Premier ministre Justin Trudeau remporte les élections fédérales mais échoue à obtenir une majorité ;
  - fusillade de l'université d'État de Perm en Russie.
- 23 septembre : élections législatives à l'Île de Man.
- 25 septembre : élections législatives en Islande.
- 26 septembre :
  - élections fédérales en Allemagne, le Parti social-démocrate mené par Olaf Scholz arrive en tête ;
  - élections régionales à Berlin et en Mecklembourg-Poméranie-Occidentale en Allemagne ;
  - une majorité d'électeurs légalise en Suisse le mariage homosexuel et à Saint-Marin l'avortement.
- 28 septembre : en Équateur, l'émeute de la prison de Guayaquil  fait 118 tués.
- 28 septembre au 3 octobre : Championnats d'Europe de tennis de table 2021.
- 29 septembre : Najla Bouden est nommée chef du gouvernement tunisien.